# Unexpected (film)
Unexpected è un film del 2015 diretto da Kris Swanberg.

## Trama
Samantha è un insegnante di scienze del liceo in una scuola a basso reddito che sta per chiudere, quando scopre di essere incinta. Anche se John, il suo ragazzo, si dimostra entusiasta e le propone di iniziare una nuova vita insieme, Samantha è invece combattuta dall'idea di dover fermare la sua carriera per essere una madre a tempo pieno.